# Saint-Genou
Saint-Genou là một xã ở tỉnh Indre ở miền trung nước Pháp. Xã này có diện tích 24,41 km², dân số năm 1999 là 1039 người. Khu vực này có độ cao trung bình 105 mét trên mực nước biển.